# Bobby Bryant
Bobby Bryant (Hattiesburg, 19 mei 1934 – Los Angeles, 10 juni 1998) was een Amerikaanse jazz-trompettist en bugelspeler.
Bryant speelde aanvankelijk ook tenorsaxofoon, maar koos uiteindelijk voor de trompet. In Chicago studeerde hij tot 1957 aan de Cosmopolitan School of Music. Daarna speelde hij bij de groep van Red Saunders, Billy Williams en andere bands. Begin jaren zestig vestigde hij zich in Los Angeles. Hij werkte met Vic Damone, had eigen groepen en speelde in de bigbands van Charles Mingus, Oliver Nelson, Gerald Wilson, de bigband van Frank Capp en Nat Pierce
en Clayton-Hamilton Jazz Orchestra. Hij was daarnaast studio-muzikant en muziekpedagoog. Hij speelde mee op opnames van onder meer Eddie Lockjaw Davis, Johnny Griffin, Zoot Sims, Ella Fitzgerald, Jimmy Witherspoon en Horace Silver. Als bigbandleider heeft hij zelf ook platen gemaakt, onder meer voor Pacific. In de jaren negentig dwongen gezondheidsproblemen hem het rustiger aan te doen.

## Discografie
- Big Band Blues, Vee-Jay, 1961
- Aint Doing Too B-A-D, Bad, Argo Cadet, 1967
- Earth Dance, Pacific, 1969
- The Jazz Excursion into "Hair" ', Pacific, 1969
- Swahili Strut, Cadet, 1971

- Biblioteca Nacional de España: XX1610579
- Bibliothèque nationale de France: cb139956643 (data)
- Gemeinsame Normdatei: 134338928
- International Standard Name Identifier: 0000 0000 5517 3508
- Library of Congress Control Number: n91105524
- MusicBrainz: 604d7247-86d2-4733-8569-f05a8db5b0c3
- Istituto Centrale per il Catalogo Unico: DDSV272620
- SNAC: w6dc5ms0
- Virtual International Authority File: 37111936
- WorldCat: E39PBJtGVDwbxkByxWThfcMwYP